# Sinularia macrodactyla
Sinularia macrodactyla är en korallart som beskrevs av Kolonko 1926. Sinularia macrodactyla ingår i släktet Sinularia och familjen läderkoraller. Inga underarter finns listade i Catalogue of Life.